# ブリストル (バージニア州)
ブリストル（英: Bristol）は、アメリカ合衆国バージニア州南西部に位置する独立市である。ワシントン郡 (バージニア州)、テネシー州のブリストル市、サリバン郡 (テネシー州)に接している。
2010年国勢調査での人口は17,835人だった。市内メインストリート（州道）の中央がテネシー州との州境となっており、テネシー州のブリストル市と双子都市になっている。アメリカ合衆国商務省経済分析局は統計上の目的でブリストル市とワシントン郡を1つにしている。テネシー州のキングスポート市、ブリストル市、このバージニア州ブリストル市で作る大都市圏の主要都市であり、またさらに大きなジョンソンシティ・キングスポート・ブリストル広域都市圏、通常「トリシティーズ」地域と呼ばれるものにも属している。
ブリストル市は当初グッドソンと名付けられていたが、1890年にイングランドのブリストルに因んで改名された。

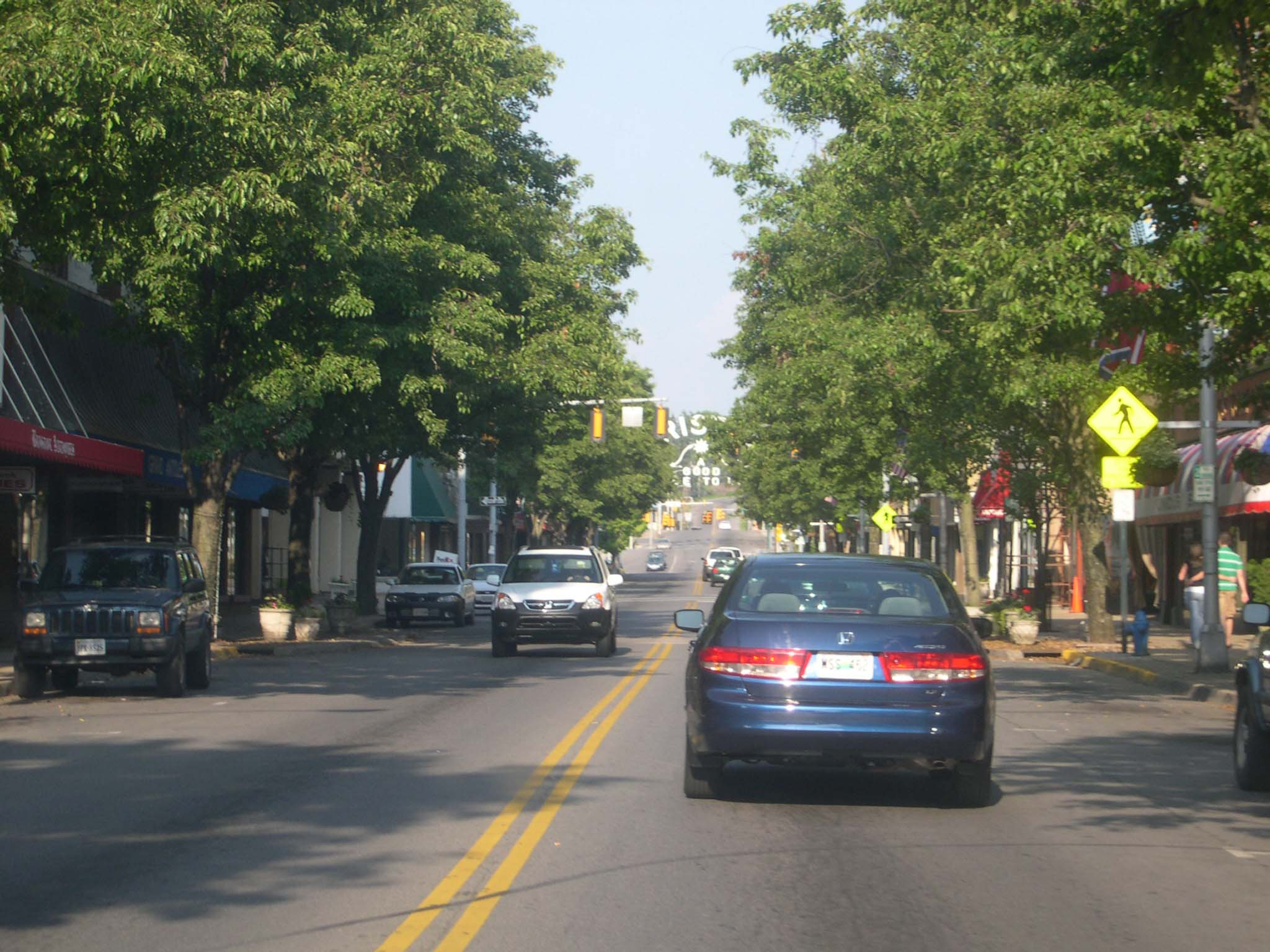
州道が双子都市のバージニア州側（左）とテネシー州側（右）を分けている

## 文化

### カントリー・ミュージックの誕生地
1998年、アメリカ合衆国議会が成立させた決議により、ブリストル市は「カントリー・ミュージックの誕生地」と認められている。市民はカントリー・ミュージック初期の発展に貢献してきた。
1927年、ビクター・レコードのラルフ・ピアが、ブリストル市で地元音楽家の音楽録音を始め、地域の伝統的な民衆音楽を残そうとした。演奏家の中にはカーター・ファミリーがいた。1927年7月31日、まだ萌芽期にあったレコード業界で新しいタレントを求めていたプロデューサーのラルフ・ピアの前に、A・P・カーターとその家族が、バージニア州メイシーズからテネシー州ブリストル市に旅して、オーディションを受けたのが、カーター・ファミリーの始まりだった。彼等は1曲録音するごとに50米ドルを得た。
1994年以降、カントリー・ミュージックの誕生地同盟が、この音楽ジャンルについて、地域の歴史とそのジャンル創設に果たした役割を学ぶための目的地としてブリストル市を宣伝した。この同盟は文化遺産会館の新しい建物で組織化され、地域のカントリー・ミュージックの歴史について大衆の教育に貢献している。

## 地理
ブリストルは 北緯36度36分 西経82度11分 / 北緯36.600度 西経82.183度 に位置している。
アメリカ合衆国国勢調査局に拠れば、市域全面積は13.2平方マイル (34 km2)、このうち陸地は12.9平方マイル (33 km2)、水面は0.3平方マイル (0.78 km2)で水域率は2.05％である。
市内を 州間高速道路81号線、 アメリカ国道58号線、 アメリカ国道421号線、 アメリカ国道11号線が通っている。

## 人口動態
以下は2000年国勢調査による人口統計データである。
| 基礎データ - 人口: 17,367人 - 世帯数: 7,678 世帯 - 家族数: 4,798 家族 - 人口密度: 520人/km2（1,346人/mi2） - 住居数: 8,469軒 - 住居密度: 254軒/km2（657軒/mi2） 人種別人口構成 - 白人: 92.54% - アフリカン・アメリカン: 5.57% - ネイティブ・アメリカン: 0.25% - アジア人: 0.37% - 太平洋諸島系: 0.01% - その他の人種: 0.18% - 混血: 1.08% - ヒスパニック・ラテン系: 0.97% 年齢別人口構成 - 18歳未満: 20.3% - 18-24歳: 8.6% - 25-44歳: 26.2% - 45-64歳: 24.4% - 65歳以上: 20.5% - 年齢の中央値: 41歳 - 性比（女性100人あたり男性の人口） - 総人口: 82.0 - 18歳以上: 75.9 | 世帯と家族（対世帯数） - 18歳未満の子供がいる: 24.8% - 結婚・同居している夫婦: 46.1% - 未婚・離婚・死別女性が世帯主: 13.6% - 非家族世帯: 37.5% - 単身世帯: 34.3% - 65歳以上の老人1人暮らし: 17.4% - 平均構成人数 - 世帯: 2.18人 - 家族: 2.78人 収入と家計 - 収入の中央値 - 世帯: 27,389米ドル - 家族: 34,266米ドル - 性別 - 男性: 28,420米ドル - 女性: 20,967米ドル - 人口1人あたり収入: 17,311米ドル - 貧困線以下 - 対人口: 16.2% - 対家族数: 13.2% - 18歳未満: 25.8% - 65歳以上: 12.4% |

## 技術
ブリストル市は比較的小さな都市だが、国内でも先進的なブロードバンド・ネットワークが整備されている。ブリストル・バージニア・ユーティリティズが1990年代後半に市内に光ファーバーケーブル敷設の計画を始めた。2001年までに契約者全戸へ敷設する計画についてブリストル市政委員会から承認された。この計画は地元供給業者との競合になり、ブロードバンド・インターネット、ケーブルテレビ、電話の機能を住民に提供するものだった。国内でも早期の計画となり、通信産業から広く注目を集めた。パッシブ光ネットワークと呼ばれるシステムが、2年間で6,000戸以上の顧客に張り巡らされた。
今日でもブリストル市は、かなりの顧客を繋ぐことで国内でも数少ない光ファイバー網を維持している。双子都市であるテネシー州ブリストル市も、州境を越えて類似した光ファイバー網を採用している。

## 経済

### 主要雇用主
ブリストル市の2001年包括的財政報告書に拠れば、市内主要雇用主は以下の通りとなっている。
| 順位 | 雇用主                                   | 従業員数 |
| ---- | ---------------------------------------- | -------- |
| 1    | ブリストル市                             | 676      |
| 2    | エレクトロ・メカニカル・コーポレーション | 600      |
| 3    | オフィスマックス                         | 500      |
| 4    |                                          |          |
| 5    |                                          |          |
| 6    | ストロングウェル                         | 350      |
| 7    | バージニア州                             | 250      |
| 8    | シアラーズフード                         | 225      |
| 9    | ボール・コーポレーション                 | 218      |
| 10   | イーラス                                 | 201      |
| 11   | ユナイテッド・パーセル・サービス         | 193      |

## 教育
2007年と2008年、ブリストル市は音楽教育のための最善の町100傑に選ばれた。

### 高等教育機関
- バージニア・インターモント・カレッジ
- サリンズ・カレッジ（1978年閉鎖）
- キング・カレッジ

### 公立学校
- バージニア高校

- バージニア中学校

- ハイランドビュー小学校
- ストーンウォール・ジャクソン小学校
- バン・ペルト小学校
- ワシントン・リー小学校

### 私立学校
- セントアン・カトリック学校（幼稚園前から8年生）
- サリンズ・アカデミー（幼稚園前から8年生）
- モリソン私立学校（1年生から12年生）

### 図書館
- ブリストル公共図書館

## プロスポーツ
市内にはアパラチアンリーグに属する野球チームのブリストル・パイレーツがある。
NASCARのドライバーだったケリー・デントンはブリストル市の出身である。
テネシー州側のブリストル市には、ブリストル・モーター・スピードウェイがある。「世界最速の半マイル」と呼ばれ、NASCARスプリントカップのレースを年2回、NASCARネーションワイドシリーズのレースを年2回、キャンピング・ワールド・トラック・シリーズのレースを年1回、など様々なレースを開催している。この施設には、エンジンの騒音が丘に谺して観衆に聞こえることから、「サンダー・バレー」とも呼ばれるブリストル・ドラッグウェイがある。

### メディア
市内で発行される新聞は「ブリストル・ヘラルド・クーリエ」がある。
テレビ局は全国系列の局が3つある。ラジオはFM局が7つ、AM局が3つ放送を流している。